# Павловський Юхим Арсенович
Юхим Павловський (24 березня 1872, с. Чернеччина Новомосковського повіту, нині Магдалинівського району Дніпропетровської області — 18 травня 1956, м. Запоріжжя, там же і похований) — лікар, учасник Катеринославської «Просвіти» з 26 вересня 1911.

## Життєпис
Народився в родині священика. Батько Арсеній Павловський (1850—1920) згідно з описом Катеринославської єпархії (1914) — священик с. Миколаївка Новомосковського повіту, мав 64 роки, закінчив духовне училище, псаломник з 1865, диякон з 1880, священик з 1894, одружений, мав у 1914 трьох дітей. Окрім Юхима, — синів Федора і Григорія (померли в молодості), доньку Ганну. Арсеній, за родинними переказами, загинув у громадянську війну, розстріляний білогвардійцями.

## Освіта і робота лікарем
Павловському теж судився шлях священика, він навчався в духовному училищі і в семінарії, але згодом обрав собі світський фах лікаря. Одним з небагатьох університетів, куди могли прийняти після духовної семінарії, був Томський. Проти волі батька, який фактично відмовився від нього, Павловський у 1897 вступив до Томського університету.
Ось як згадував 1899 рік у своєму житті сам Павловський: «Розрух студентського життя примусив мене мимоволі виїхати з Томська, лишити запустілу alma mater, мене вислано до Катеринослава, де я, пропрацювавши трохи в місцевій газеті, здобув собі сталу посаду в статистичнім бюрі Земської губерніальної управи. В кінці серпня губерніальна управа вислала статистиків у експедицію до Олександрівського повіту задля обсліду громадських ґрунтів і маетностей панів та селян».
Весь вересень і жовтень 1899 Павловський пропрацював у селах Олександрівського повіту (Олександрівськ — нині м. Запоріжжя). Свої враження від побаченого він виклав у нарисі «Спостереження та вражіння земського статистика» (Літературно-науковий вістник. — 1902 . — Т. XVII). Автор розповів про звичаї серед молодих статистиків, про особливості німецьких колоній в повіті, передав свої розмови з місцевими українськими селянами, яких як переселенців цікавив Сибір, звідки приїхав студент медицини. Автор виступає прибічником освіти рідною мовою, рідної літератури, палким пропагандистом якої він був. Наприкінці жовтня, перед поверненням до Катеринослава Павловський побував в Олександрівську, провідав могилу останнього кошового Задунайської Січі Осипа Гладкого.
У листопаді їх знову послали на село для закінчення статистичних обстежень. Павловський опинився в селі Жеребець того ж повіту (де, до речі, вчителював Іван Сокіл, батько письменника Василя Сокола і оперної співачки Марії Сокіл). У своєму нарисі Павловський дав влучну оцінку місцевій «чайной и народной читальне», як «просвітній інституції», яка не витримувала жодної критики. Висновок, якого доходить автор, такий:

«Останніми часами наш народ дуже прихильним робиться до театру. Се надає нам, інтелігентам, обов'язок працювати над розвоєм народнього театру по селах та містечках, тим більш, що у нас мається багато відповідних драм для народу. Театр — се єдина на часі необхідна і корисна інституція».

Відомості про Павловського містить і виявлений та вперше опублікований професором Юрієм Мициком його лист до Михайла Грушевського, писаний у Катеринославі 30 жовтня 1899:

«Високоповажний пан професор! Я — студент Томського університету, прослухав 5-ть семестрів медичної науки. Розрух академічного життя минулого шкільного року примусив мене, як і багатьох моїх товаришів, лишитися за мурами „альма матер“, до котрої я вступив з наміром спеціальної освіти. Сучасне моє становище саме погане: коли маю вступати до університету, мої начальники ще до цього часу не оповістили та не знаю, чи й оповістять! А йти у чужі світи, куди-небудь у Німеччину добувати освіти, не маю на те спромоги, бо не володію німецькою мовою, а вчити мови, котрої навіть ніколи не чув, — змарнувати час і кошти. Розміркувавши отак собі на самоті, я твердо рішив їхати за закінченням освіти у славянські землі — у саму найближчу найріднішу Галичину, вступивши до Львівського університету,— це мій останній рішенець! Оце — я до Вас, високоповажний пане професоре, і обертаюсь, як до земляка за порадою і поміччю. Просю Вас відповісти на деякі цікаві для мене питання: чи Львівський університет прийме мене у звичайні слухачі, як студента Томського університету? Цікаво теж знати: чи у Львівському університеті читають усі медичні науки по-польському чи деякі й по-німецькому? Чи є там лабораторії, клініки і інші допомогаючі науки і чи можу я приїхати прямо після різдвяних свят і записатися на весняний, 6 семестр, якщо Львівський університет защита 5-ть семестрів, прослухані у Томському? Наші юнаки поступали (?) у Гейдельберг, Берлін, так їм позащитували семестри. Зверніть увагу на цей недбало написаний лист та благаю Вас: подайте хоч коротеньку на усі ці питання відповідь, якщо це не здармує багато часу. Вибачте на тім, що, може, де не до ладу написано — це залежить від тих обставин, серед котрих ми, українці, живемо.
Моя адреса: Екатеринослав, статистическое бюро губернской земской управы. Ефиму Павловскому.
З поважанням Юхим Павловський».

Павловський все-таки здобув вищу медичну освіту в Томському університеті, де 10 жовтня 1903 отримав диплом лікаря з відзнакою. Але зв'язки його з Галичиною на цьому не припиняються. Як свідчить «Словник українських псевдонімів» Ол. Дея (1969), Павловський виступав під псевдонімом «Русин» на сторінках «Літературно-наукового вістника» в 1900.

## Громадська і просвітня діяльність
Наслідуючи традиції «ходіння в народ», Павловський розповсюджував серед селян українські книжки. Як пише він у згаданому нарисі, «Народ із великою хітю читає свою книжку, любить її читати. Я сам розповсюдив за час моїх мандрівок по повітам до 500 маленьких книжечок; за мною ганялись селяне, почувши, що я даю книжки; такі видання, як оповідання Нечуя та Кониського я багато перепродав інтелігентам». І продовжує опис своєї просвітньої діяльності на Різдво 1900: «Торішню зиму після Різдвяних свят у багатьох селах, коли в мене зайва година, читав я деякі оповідання, розуміється, з побуту селян, в часописі „Літературно-науковий вістник“, якого скількись примірників було при мені. Моїм слухачам над усі подобалось різдвяне оповідання „Злодій“ В'ячеслава Потапенка; його мені довелося читати разів з півсотні… Селянин розуміє ту мову, якою пишуть наші видатні белетристи».
У «Споминах про Лесю Українку та її похорон» (1913), опублікованих під псевдонімом Гордій Палецький, Павловський пригадує події літа 1899, коли до Катеринослава завітала трупа братів Тобілевичів. Серед молодих акторів був і 28-річний поет Микола Вороний. Група свідомої інтелігенції літньої пори вирушила на відпочинок в гирло річки Самари, де вона впадає в Дніпро. Хоча Павловський не був особисто знайомий з Лесею Українкою, але лишив спогади про те, як її поезія підтримувала його на чужині, в Сибіру. Повернувшись у 1900 до Томська, Павловський підтримує контакти з редакцією львівського щомісячника «Літературно-науковий вістник». Відомі два його дописи, підписані повним іменем. У першому «Лист із півночі» («Літературно-науковий вістник». — 1901. — Т. 15) Павловський сповіщав про голод 1900 в Сибіру, від якого найдужче потерпали переселенці, які не встигли розжитися на новому місці. Така доля випала в Тобольській губернії переселенцям з України. Більшість новосельців жило не в хатах, а в землянках, «витримуючи в таких будівлях напад ворожих сил північної природи». Павловський за «Сибирским вестником» подав невеселу картину життя земляків у Сибіру.
В іншому дописі, опублікованому в «Літературно-науковому вістнику» (1903. — Т. 22), Павловський розповів про костюмовий вечір, проведений наприкінці грудня 1902 в Томську «Товариством розповсюдження початкової освіти». Вечір пройшов успішно завдяки участі в ньому українських студентів, що дружно відзначили й місцеві газети.
Після закінчення Томського університету з 1903 по 1911 Павловський працював земським лікарем у с. Михайло-Лукашеве Олександрівського повіту на Катеринославщині (нині — Вільнянський район Запорізької обл.). У 1911 Павловський знов з'являється у Катеринославі і стає одразу одним з активістів місцевої «Просвіти», близьким приятелем Дмитра Дорошенка, Василя Біднова та інших відомих місцевих українських діячів. Як свідчать тогочасні довідники, Павловський в 1911—1918 працював ординатором-хірургом Катеринославської громади сестер милосердя Російського товариства Червоного Хреста. Попечитель лікарні Червоного Хреста князь М. Урусов продав лікареві тієї ж лікарні Павловському мисливську рушницю марки «Ян Новотни» (четверте місце в світовій класифікації, нині зберігається в онука Павловського).
Мешкав Павловський у будинку Кутнера на Первозванівській вулиці. Цікаво, що коли в Катеринославі 26 лютого 1912 після довгої перерви (з весни 1905) відновилися нічні чергування лікарів швидкої медичної допомоги, Павловський став одним з трьох лікарів, які чергували ночами. Газетна хроніка повідомляє, що він чергував по вівторках і суботах. Тому завдяки цьому фактові він теж заслуговує на вдячну пам'ять городян. Хірурга Павловського обирали членом правління Катеринославського гімнастичного товариства «Сокіл».

## Діяльність у Катеринославській «Просвіті»
На зборах 26 вересня 1911 Павловського обрано до складу ради товариства «Просвіта».
На річних загальних зборах товариства 21 квітня 1912 переобраний до складу ради. На зборах 2 березня 1913 Павловський запропонував обміркувати питання щодо влаштування 18 і 19 травня того року в міському саду української гулянки, про що вже було подано заяву до міської управи. Пропозиція Павловського була підтримана зборами і тут же було складено окрему комісію по проведенню цього заходу. На ти же зборах Павловський зазначив, що члени «Просвіти» мало знайомі між собою, тому бажано надалі частіше улаштовувати сімейні вечірки. «Думку д. Павловського збори одноголосно приймають».
Земство щороку давало змогу Павловському стажуватись, і він використовував цю можливість. Стажувався як у Московії (Москва, Санкт-Петербург), так і за кордоном — в Італії (Болонья), Німеччині, Швейцарії.
У родині зберігалися деякі речі, які свідчили про перебування в Італії.
З березня 1913 Павловський разом з іншими членами ради Катеринославської «Просвіти» брав участь в урочистому відкрита філії товариства в селі Діївка. У вітальному слові говорив про те, «яку велику культурну вагу має „Просвіта“ на селі для боротьби з пияцтвом і розбишацтвом».
За спогадами Наталії Дорошенко, Павловський належав у Катеринославі до таємної організації «Товариство українських поступовців» (ТУП), куди також входили Синявський, Труба, Біднов, Вировий, подружжя Дорошенків. Збори ТУПу відбувалися у Дорошенків, Павловських і Труби. За свідченням С. Єфремова, Павловський також був членом масонської ложі в Катеринославі. Зберігся один лист Павловського, адресований академіку Дмитру Яворницькому.
Влітку 1912 Павловський разом з просвітянами Д. Дорошенком і В. Відновим здійснив поїздку на Волинь, описану згодом у спогадах Д. Дорошенка. Ймовірно, подібна поїздка відбулася і наступного року, про що свідчить така інформація: «Літературна вечірка в „Просвіті“. З мая (1914) в катеринославській „Просвіті“ одбулась чергова літературна вечірка з докладом про враження з галицько-волинської подорожі.
Вечірка викликала чималий інтерес у просвітян. Ю. Павловський в своїй докладній і цікавій промові встиг у цей вечір розповісти тільки про подорож переважно по Волині, через те другий доклад, — спеціально про Галичину, перенесено на одну з слідуючих вечірок».
У 1914 Павловський обирався членом ради товариства. Як свідчить лист просвітянина І. Рудичіва від 19 лютого 1914 до Дм. Яворницького, Павловський брав безпосередню участь у підготовці ювілейного Шевченківського вечора в Катеринославі (1914), зокрема, входив у цій справі у контакт з канцелярією губернатора. На зборах товариства «Просвіта» 23 лютого 1914 в залі Англійського клубу Павловський читав звідомлення (звіт) про діяльність філій товариства.
На початку Першої світової війни мобілізований на військову службу, яку відбував в офіцерському лазареті в Катеринославі. Існувало фото, на якому Павловський сфотографований у портупеї, з шаблею, в погонах капітана чи підполковника.
Після Лютневої революції Павловський — один з найпомітніших місцевих українських діячів. Вже 12 березня 1917 став заступником голови Катеринославської «Просвіти» (головою обрано Є. Вирового, іншим заступником стала Л. Біднова). У березні 1917 Павловський обраний від «Просвіти», яка щойно відродилася, до губернського виконавчого комітету.
Брат Павловського студент Федір чи Григорій влітку 1917, за спогадами письменника В. К. Чапленка, організував у Миколаївці «Просвіту», скликавши «для цього усіх наших середньошкільників-гімназистів та семінаристів».
13 травня 1917 Катеринослав відвідав міністр шляхів сполучення Тимчасового уряду Микола Некрасов. Зустріч з ним представників громадських організацій відбулася в міському театрі. «Від українців вітав міністра д-р Павловський, який заявив, що українці віддають урядові усю свою довіру, але нехай Уряд зараз дасть принципову згоду на влаштування автономії і федерації». 4 червня 1917 Павловський виголосив промову в Новомосковську на святі вільної України, «яке урядила недавно одкрита тут „Просвіта“. Змалював сучасний мент і його значіння для України і Росії».

## Спогади сучасників
Згадуючи 1917 у Катеринославі, генерал Михайло Омелянович-Павленко писав:

«Як тяжка артилерія виступав завжди лікар Павловський» («Літературно-науковий вістник». — 1929. — Т. 100).

Павловський згадується у повісті В. Чапленка «Люди в тенетах» (Вінніпег, 1951), де примхливо поєдналися персонажі вигадані і реальні:

«Сивоволосий лікар Павлівський розповідав свої пригоди з 1917—1919 років, зокрема, про те, як він на початку революції їхав на чолі української маніфестації на білому коні в українському козацькому вбранні, а також про те, як вони піднесли Денікіну хліб на українському рушнику з написом: „Не той козак, хто поборов, а той, хто вивернувся“. І як Денікін на це закрутив носом».

Задовго до Чапленка про цю акцію катеринославських просвітян згадав у повісті «Манівцями» (1925) прозаїк Микола Мінько (1902—1937):

«Самому Денікіну професор історії Шмайденко підніс Із хлібом-сіллю рушника, а на рушникові вишито: „Не той козак, хто поборе, а той, хто вивернеться“. Кажуть, Денікін взяв рушника, прочитав, кисло всміхнувся й у той вечір ні разу не сказав: „єдіная нєділімая“. Місяць цілий місто реготалося й на всі лади пояснювало вчинок професора Шмайденка».

І, нарешті, третя представниця того ж покоління літераторів Галя Мазуренко (1901—2000) видала у Лондоні повість під назвою «Не той козак, хто поборов, а той козак, хто вивернеться…» (1974), де теж описує пам'ятний епізод.
З 1918 по 1921 Павловський працював асистентом в одній з лікарень Дніпропетровська.

## Арешти і заслання
У 1920-х, як і інші українські діячі, Павловський був під пильним наглядом влади. У 1920 заарештовувався ЧК. У 1921—1928 працював лікарем у лікарні заводу імені Петровського, з 1928 по 1929 — в 3-й робітничій лікарні. У 1929 мешкав за адресою: вул. Жуковського, 11.
Заарештований 10 вересня 1929 за звинуваченням у тому, що нібито був учасником антирадянської організації, яка ставила собі за мету підрив та послаблення радянської влади, тобто в начебто учиненні ним злочину, передбаченого ст. 54-11 КК УРСР. Постановою прокуратури Дніпропетровської округи від 28 січня 1930 ухвалено:

«Проведеним попереднім слідством не було зібрано достатніх доказів висунутого Ю. Павловському звинувачення у скоєнні злочинів, передбачених ст. 54-11 КК УРСР. Внаслідок цього не було підстав віддавати його до суду і справу було припинено. Але зважаючи на те, що Павловський Ю. А. — підозріла особа та соціально небезпечний елемент, визнана наявність підстав для його адміністративного вислання».

Постановою Особливої наради при колегії ДПУ УРСР від 16 квітня 1930 ухвалено П. з-під варти звільнити з забороною проживання протягом трьох років на території України, Кубані та міст Ленінграда і Москви, враховуючи термін від дня арешту 10 вересня 1929. У квітні 1930 за постановою колегії ОГПУ висланий у Північно-Кавказький край. А 18 квітня 1930 П. звільнено з місць позбавлення волі. Починається заслання.
У 1930—33 відбував незаслужене покарання в с. Сандата нинішньої Ростовської обл. в Російській федерації. В сальських степах жив серед калмиків, згодом з теплотою в душі згадував їх: діти степів — чесні, вдячні, прості. Завдяки їм Павловський вижив в умовах голоду 1933. Його син Степан, тоді студент Дніпропетровського медичного інституту, проходив практику хірурга і акушера-гінеколога у батька в Сандаті. Збереглася фотокартка Павловського, зроблена на засланні. Повернувшись із заслання, Павловський у 1933—1935 працював лікарем районної лікарні у Великій Білозерці, нині Запорізької обл. Там у 1933—1941 його син Степан працював головним лікарем. У 1935 Павловський повернувся до Дніпропетровська, у 1935—1936 працював лікарем у лікарні водного транспорту в Амур-Нижньодніпровську на лівобережжі Дніпропетровська.
Мати Павловського — Марія померла у 1930-х у Санкт-Петербурзі, де вона жила у дочки Ганни. Сестра Павловського Ганна також здобула вищу медичну освіту, працювала мікро-педіатром, весь час прожила у Петербурзі, стала заслуженим лікарем Російської федерації. Разом з чоловіком, художником польського походження Едуардом Окулічем зібрали цінну колекцію картин. Померла в 1970-х у СПб.
У 1936 родина Павловських перебирається до Запоріжжя. Від червня 1936 по березень 1938 працював у лікарні водників у м. Запоріжжя.
Інформаційним центром міністерства внутрішніх справ Російської федерації повідомлено, що Павловський вдруге був заарештований Запорізьким відділом НКВС 28 березня 1938.
З копією звинувачення Павловський ознайомлений 4 червня 1939. 26 — 27 липня 1939 рішенням Військового трибуналу Харківського військового округу в Дніпропетровську на підставі ст. 17-54-2,54-11 КК УРСР засуджений на 6 років позбавлення волі у виправно-трудових таборах. Термін ув'язнення мав обчислюватися з урахуванням попереднього ув'язнення з 28 березня 1938. Спочатку Павловський відбував покарання у Дніпропетровській в'язниці, а з 6 грудня 1940 — в Карагандинському виправно-трудовому таборі в Казахстані. Під час радянсько-німецької війни перебував у концтаборі. У 1943 звернувся до Томського архіву з проханням надіслати копію диплома про вищу медичну освіту. Як повідомили з Томського облдержархіву, у лютому 1943 на запит Павловського йому видавалася архівна копія диплома про закінчення Томського університету. У таборі працював лікарем. Пригадував, що серед його знайомих там були дружини радянських державних і партійних лідерів.

## Післявоєнні роки
Закінчилася війна, давно минув термін 6-річного ув'язнення, а 75-річний лікар все ще перебував у Караганді. У 1947 син Степан послав у Караганду завгоспа лікарні, де працював, і той допоміг батькові повернутися в Україну. Павловський, намагаючись відвести від родини лихо, заявляв тоді про бажання залишитися в таборі після завершення терміну відсидки, працювати лікарем як вільнонайманий. Авторитет там мав величезний, його цінувала адміністрація, любили в'язні, — згадує онук Борис. Та він повертається в Україну.
У 1947—1948 працював лікарем у Великій Білозерці, у 1948—1952 — лікарем у с. Біленьке Запорізького району. Збереглося його фото серед колективу лікарні. Сина Степана тоді знову призвали до армії, він служив у гарнізонному шпиталі в Запоріжжі, а Павловський жив у селі з невісткою і двома онуками.

«У 1952 його знов викликають в МГБ, — згадує онук. — Після тривалої розмови відпускають. Батькові Степанові, який чекав дідуся, чекіст сказав таке: „Забирайте його. Він уже не жилець. Нам такі не потрібні“. Дідові тоді вже було 80 років. Переїхавши в 1952 до Запоріжжя, дід, нарешті, отримав змогу жити в своїй сім'ї. Не знаю, чи працював він після с. Біленького в місті за фахом… Але дуже любив сад і проводив у ньому решту часу аж до смерті. До речі, на Ігрені в Дніпропетровську у діда свого часу був гектар саду! Врожай відправляли баржами.
Коли в 1967 ми з батьком побували в м. Ігрень, завітали на місце колишнього саду, зустрічалися з вихованцями діда, працівниками медінституту. Одна з небагатьох уцілілих родинних реліквій — рушниця, куплена дідом у князя М. П. Урусова. Помер дід від невдалої операції».

Теплі спомини про Павловського зберегла подруга його сина і невістки Геня Ткач, яка працювала разом з ними в с. Біленькому (нині мешкає в Ізраїлі). В листі до онука Павловського — Бориса пише про заборону Павловському працювати в містах, його високий професіоналізм як лікаря, передачу знань молодим. Пригадує його як цікавого співрозмовника, що добре знав історію України, українську мову, міг годинами говорити про якесь українське слово, був енциклопедично обізнаним: «Я і зараз переконана, що в ті повоєнні роки і зараз дуже мало людей, які так вичерпно знали і любили Україну… Я щаслива, що мені пощастило бодай недовго зустрічатися з цією Людиною з великої літери».

## Реабілітація
На підставі Закону України «Про реабілітацію жертв політичних репресій на Україні» від 17 жовтня 1991 рішенням прокуратури Дніпропетровської області від 23 лютого 1996 Павловський по покаранню 1939 року реабілітований.

## Вшанування пам'яті
У місті Дніпро перейменували вулицю Кузбаську на вулицю Юхима Павловського.